# 蓬州
蓬州（ほうしゅう）は、中国にかつて存在した州。南北朝時代から民国初年にかけて、現在の四川省南充市一帯に設置された。

## 概要
北周のとき、安固県に蓬州が置かれた。
隋の大業初年に蓬州は廃止された。
618年（武徳元年）、唐により巴州の安固・伏虞と隆州の儀隆・大寅と渠州の宕渠・咸安の6県を分離して、再び蓬州が置かれた。742年（天宝元年）、蓬州は咸安郡と改称された。757年（至徳2載）、咸安郡は蓬山郡と改称されたが、咸安県は蓬山県と改称された。758年（乾元元年）、蓬山郡は蓬州の称にもどされた。蓬州は山南西道に属し、良山・伏虞・儀隴・蓬池・宕渠・蓬山・大竹の7県を管轄した。
北宋のとき、蓬州は利州路に属し、蓬池・営山・儀隴・伏虞の4県を管轄した。南宋のとき、相如・良山の2県が増置された。
元のとき、蓬州は順慶路に属し、相如・営山・儀隴の3県を管轄した。
明のとき、蓬州は順慶府に属し、営山・儀隴の2県を管轄した。
清のとき、蓬州は順慶府に属し、営山・儀隴の2県を管轄した。
1913年、中華民国により蓬州は廃止され、蓬安県と改められた。